# Élections fédérales australiennes de 1937

Les élections fédérales australiennes de 1937 ont eu lieu le 23 octobre 1937, afin de renouveler les 74 sièges de la Chambre des représentants et 19 des 36 sièges du Sénat. Ces élections ont été à nouveau remportées par le parti United Australia, en coalition avec le parti nationaliste (Country), mené par Joseph Lyons.